# Luis Mateo Díez
Luis Mateo Díez Rodríguez (Villablino, León, 21 de setembre de 1942) és un escriptor i acadèmic espanyol.

## Dades biogràfiques
Luis Mateo Díez va néixer a Villablino, poble miner de les muntanyes del nord-oest de Lleó situat al centre de la comarca de Laciana. El seu pare, Florentino Díez, era secretari de l'ajuntament d'aquest municipi lleonès.
La seva família va viure a Villablino fins que l'any 1954, quan tenia 12 anys, es va traslladar a Lleó on el seu pare havia estat nomenat secretari de la Diputació. Luis Mateo va estudiar el batxillerat al col·legi lleonès de Nuestra Señora del Buen Consejo i l'any 1961 va ingressar a Dret a la Universitat Complutense de Madrid; va finalitzar la carrera a Oviedo.
Entre 1963 i 1968, va participar en la redacció de la revista poètica Claraboya al costat d'Agustín Delgado, Antonio Llamas i Ángel Fierro. Va ser llavors quan va escriure els seus primers poemes, que van ser reunits l'any 1972 a Señales de humo.
No obstant això, la seva creació lírica va ser efímera i va deixar pas definitivament a la ficció narrativa. El seu primer llibre de contes, Memorial de hierbas, va aparèixer el 1973 i la seva primera novel·la, Las estaciones provinciales, gairebé 10 anys més tard, l'any 1982. A aquestes li han seguit moltes d'altres, algunes de les quals han obtingut prestigiosos premis, com La fuente de la edad (1986) o La ruina del cielo (2000; ambdues Premi Nacional de Narrativa i el Premi de la Crítica).

Algunes de les seves obres han estat adaptades al cinema. Així, el conte Los grajos del Sochantre ha estat portat a la pantalla gran per José María Martín Sarmiento (Chema Sarmiento) en El filandón (1984), pel·lícula en la qual es relaten cinc històries (Díez relata la seva, i el mateix fan Pedro Trapiello amb Láncara, Antonio Pereira amb Las peras de Dios, José María Merino amb El desertor i Julio Llamazares amb Retrato de bañista).
Va ingressar el 1969 al cos de Tècnics d'Administració General de l'Ajuntament de Madrid, i es convertir en cap del seu servei de documentació jurídica.
Va ser escollit membre de la Reial Acadèmia Espanyola el 22 de juny de 2000 i va prendre possessió de la butaca "I" el 20 de maig de 2001. És patró d'honor de la Fundació de la Llengua Espanyola i membre habitual d'un gran nombre de jurats de concursos de conte i de novel·la.

## Obra

### Narrativa
- Memorial de hierbas, contes, Madrid: E.M.E.S.A., 1973.
- Apócrifo del clavel y la espina, pròleg d'Agustín Delgado, Madrid: E.M.E.S.A., 1977.
- Relato de Babia, assaig il·lustrat. Valencia: Papalaguinda, 1981.
- Las estaciones provinciales, novel·la. Madrid: Alfaguara, 1982.
- La fuente de la edad, novel·la. Madrid: Alfaguara, 1986.
- El sueño y la herida (1987).
- Brasas de agosto. Madrid: Alfaguara, 1989. Conté 13 contes, 9 rescatats pel mateix autor:
  - El difunto Ezequiel Montes, Los grajos del Sochantre, Albanito, amigo mío, La familia de Villar, Concierto sentimental, Cenizas (Premi Ignacio Aldecoa 1976), El sueño y la herida, Mister Delmas, La llamada, El viaje de doña Saturnina, Carta de amor y batalla, Brasas de agosto i Mi tío César,
- Albanito, amigo mío y otros relatos, Biblioteca de El Sol, Compañía Europea de Comunicación e Información, Madrid, 1989. Contiene 8 textos:
  - Albanito, amigo mío; El difunto Ezequiel Montes; Concierto sentimental; Cenizas; Los temores ocultos; La papelera; El pozo; i Naufragios
- Las horas completas, novel·la, 1990
- El expediente del náufrago, novel·la, 1992
- Los males menores, contes i microrrelats. Madrid: Alfaguara, 1993
- Valles de leyenda (1994)
- Camino de perdición, novel·la, 1995
- El espíritu del páramo, novel·la, 1996
- La mirada del alma, novel·la, 1997
- Días del desván, col·lecció de 30 estampes evocadores de la infància de l'escriptor en la Vall de Laciana, Edilesa, Lleó, 1997
- El paraíso de los mortales, novel·la, 1998
- La ruina del cielo, novel·la, 1999
- El porvenir de la ficción, assaig, Junta de Castilla y León, Consejería de Educación y Cultura, 1999
- Las estaciones de la memoria: antologia (1999)
- Las palabras de la vida (2000)
- El pasado legendario (2000)
- Laciana: suelo y sueño (2000)
- Balcón de piedra (2001)
- El diablo meridiano (2001). Contiene tres novel·les curtes: El diablo meridiano, La sombra de Anubis i Pensión Lucerna
- El oscurecer (Un encuentro), novel·la, 2002
- Fantasmas del invierno, novel·la, 2004
- El fulgor de la pobreza, novel·la, 2005
- La piedra en el corazón, novel·la, 2006
- El árbol de los cuentos, recopilació de tots els relats escrits entre 1973 i 2004. Madrid: Alfaguara, 2006.
- La gloria de los niños, novel·la, 2007
- El sol de la nieve o el día que desaparecieron los niños de Celama (2008)
- Los frutos de la niebla (2008)
- El expediente del náufrago (2008)
- El animal piadoso, novel·la, 2009
- Pájaro sin vuelo, novel·la, Alfaguara, 2011
- La cabeza en llamas, Galaxia Gutenberg, 2012. Conté 4 novel·les curtes:
  - La cabeza en llamas, Luz del Amberes, Contemplación de la desgracia y Vidas de insecto
- Fábulas del sentimiento, 12 novel·les curtes, Alfaguara, 2013
- La soledad de los perdidos, novel·la, Alfaguara, Madrid, 2014
- Los desayunos del Café Borenes, novel·la, Galaxia Gutenberg, 2015

### Poesia
- Señales de humo. León: Institución Fray Bernardino de Sahagún, 1972.
- Parnasillo provincial de poetas apócrifos (1975). En col·laboració amb Agustín Delgado i José María Merino. Conté també text narratiu.

### Teatre
- Celama (2008). Adaptació realitzada al costat de Fernando Urdiales per a Teatre Corsario.

### Cinema
- Viene una chica, película de 2011 dirigida por Chema Sarmiento y de la que Díez fue coguionista junto a este. Adaptación de Los males menores[3]

### Autobiografia
- Azul serenidad o la muerte de los seres queridos (2010)

## Premis
- Premi de la Crítica 1986 per La fuente de la edad.
- Premi Nacional de Narrativa 1987 per La fuente de la edad.
- Premi de la Crítica 1999 per La ruina del cielo.
- Premi Nacional de Narrativa 2000 per La ruina del cielo.
- Premi Francisco Umbral al Llibre de l'Any 2012 per La cabeza en llamas.[4]
- Premi Miguel de Cervantes 2023